# Parafia Najświętszego Serca Pana Jezusa w Gorzkowicach
Parafia Najświętszego Serca Pana Jezusa – parafia rzymskokatolicka w Gorzkowicach. Należy do Dekanatu Gorzkowice archidiecezji częstochowskiej. Została utworzona przed 1335 roku.